# Noname (Rapper)
Noname (* 26. Oktober 1993 in Basel; bürgerlich Kevin Piyaphong Stirnimann) ist ein Schweizer Hip-Hop-Musiker mit thailändischen Wurzeln.

## Karriere
Sein Kollaboalbum Most Wanted mit Carnoz konnte sich in den Albumcharts seines Heimatlandes platzieren konnte. Es wurde 2022 veröffentlicht und erreichte Platz 23.

## Diskografie
Kollaboalben
- 2022: Most Wanted (mit Carnoz)

Singles
- 2021: Unterwägs (mit Carnoz)
- 2021: Moloko uf Is (mit Carnoz)
- 2024: Dini Stimm
- 2024: Voddi